# Бела Чикош Сесија
Бела Чикош Сесија (мађ. Csikós-Sessia Béla; Осијек, 27. јануар 1864. — 11. фебруар 1931) био је сликар, представник хрватског симболизма и сецесије крајем 19. и почетком 20. века и један од оснивача Академије ликовних умјетности у Загребу.